# St. Antonius (Koblenz)

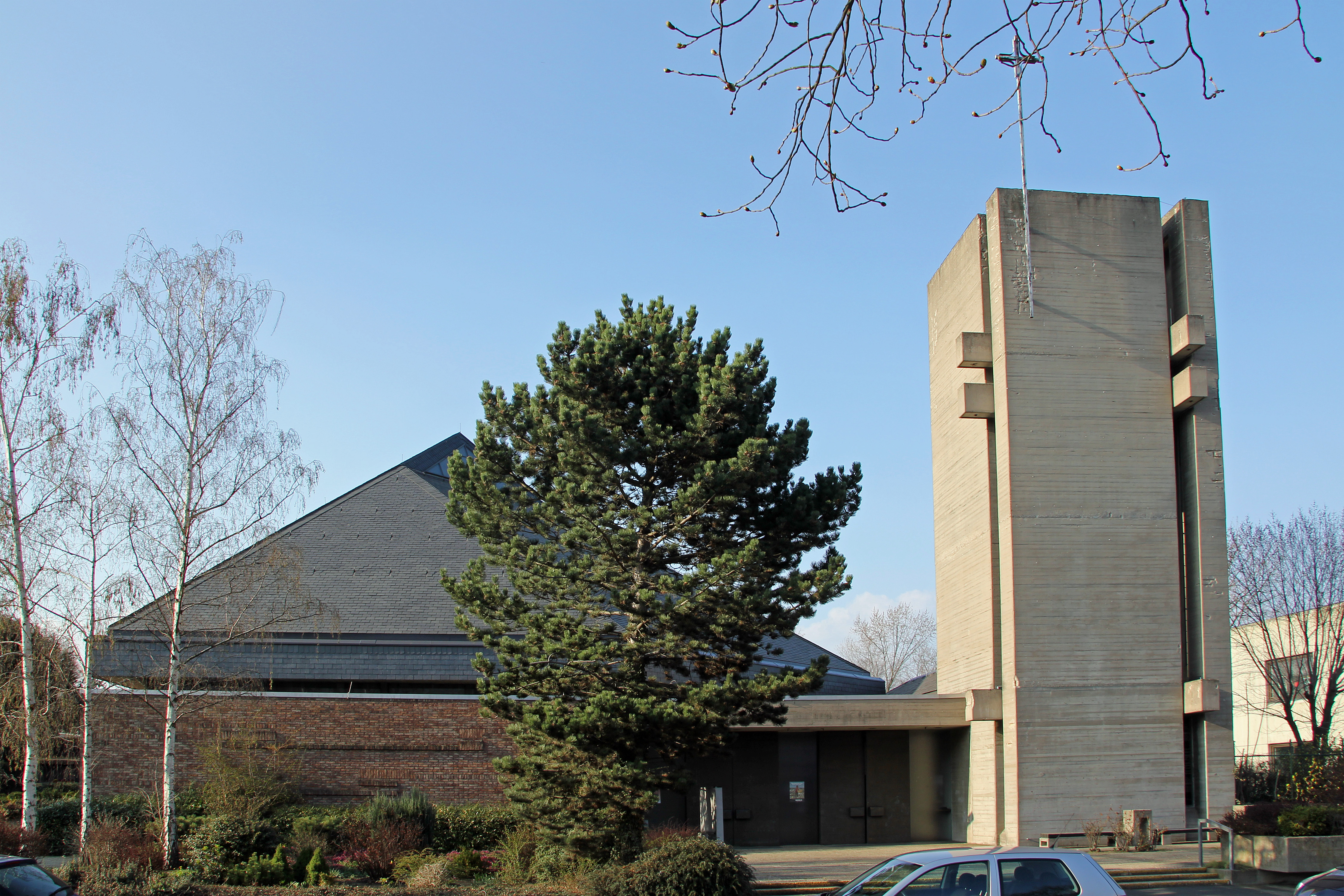
Die St.-Antonius-Kirche in Koblenz-Lützel

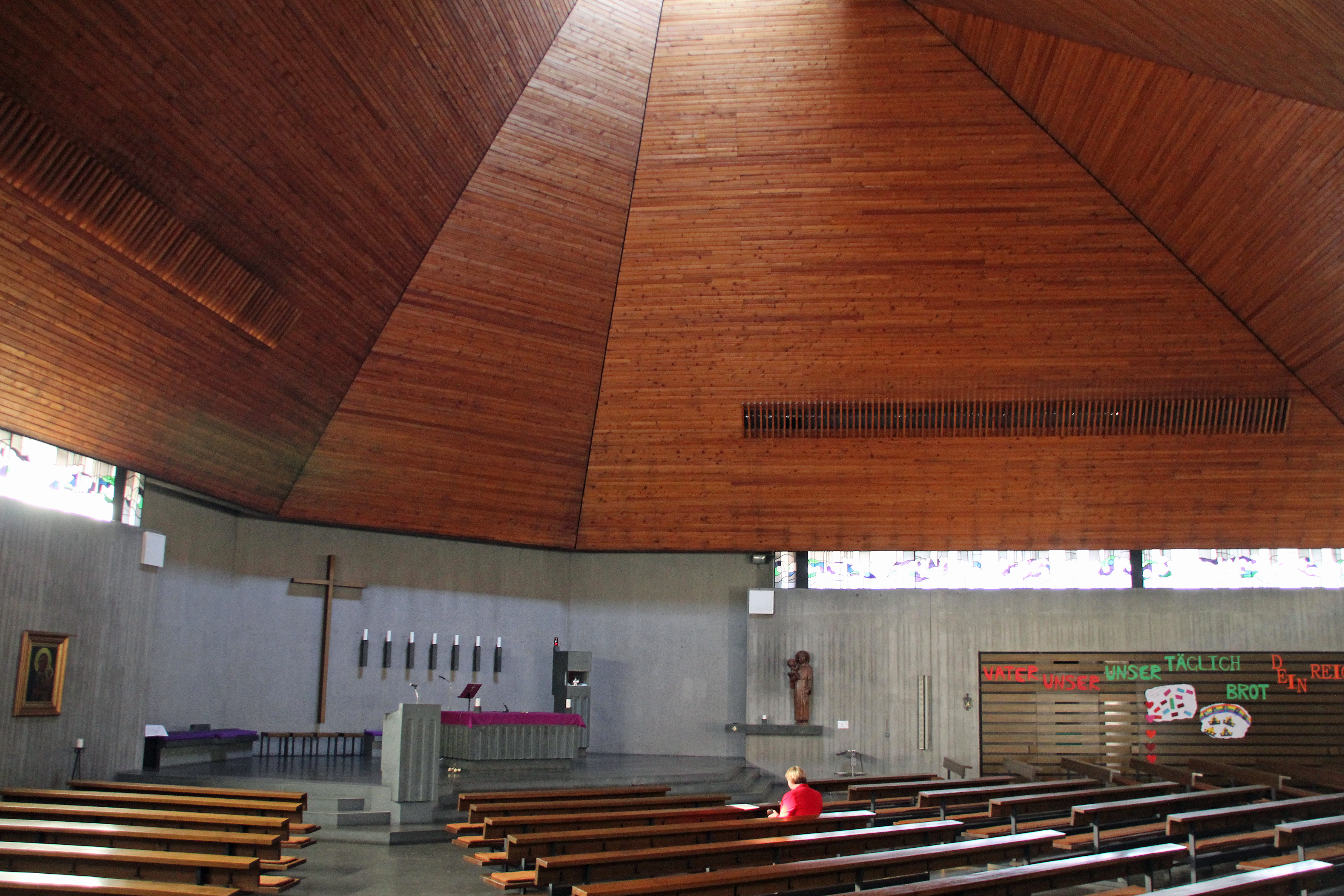
Innenraum

Die Pfarrkirche St. Antonius ist eine katholische Kirche in Koblenz. Nach der Zerstörung des ersten Kirchenbaus im Stadtteil Lützel während des Zweiten Weltkriegs wurde 1968/69 an einem anderen Standort diese neue Pfarrkirche gebaut. Sie steht unter dem Patrozinium des heiligen Antonius von Padua.

## Geschichte

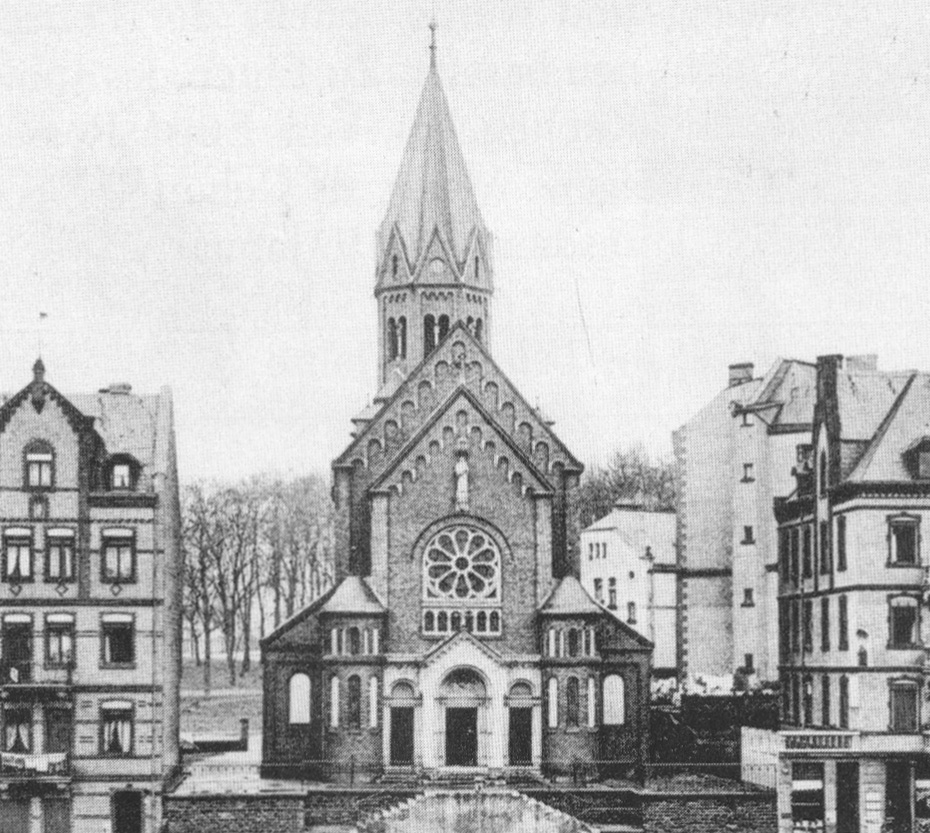
Die alte Antoniuskirche in Koblenz-Lützel um 1900, links das Pfarrhaus

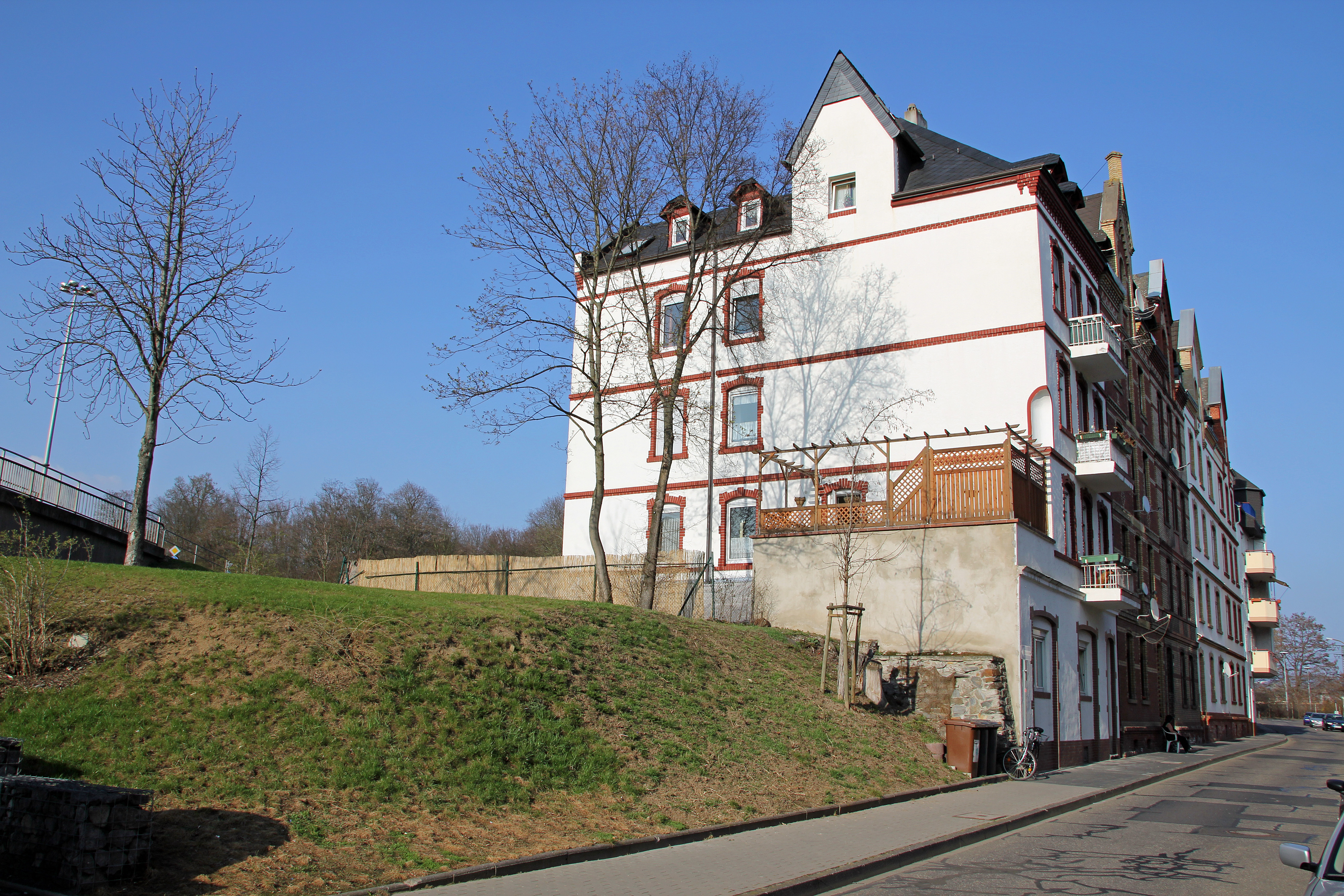
Standort der alten Antoniuskirche 2012, an der Hauswand sind Überreste des Sockels der alten Kirche zu erkennen.

### Alte Antoniuskirche
1899/1900 ließ Dechant Ferdinand Meurin die erste Lützeler Antoniuskirche errichten, einen dreischiffigen Bau in neuromanischem Stil. Sie stand am südlichen Fuß des Petersbergs in der Straße „An der Ringmauer“ (50° 22′ 4″ N, 7° 35′ 18″ O) im oberen Bereich des Koblenzer Stadtteils Lützel. Ursprünglich gehörte die Kirche zur Pfarrei Liebfrauen, bis 1911 eine eigenständige Pfarrei in Lützel gegründet wurde.
Im Jahr 1925 wurden zwei im Ersten Weltkrieg abgegebene Glocken ersetzt. In die gleiche Zeit fällt die Weihe einer von Johannes Klais Orgelbau aus Bonn erbauten Orgel. Ein bewegender Einschnitt für die Kirchengemeinde in Lützel war die Brückenkatastrophe von 1930, die sich nach dem Abschluss der nationalen Rheinland-Befreiungsfeier in Lützel ereignete und bei der viele Gemeindemitglieder getötet wurden. 
Im Zweiten Weltkrieg wurde die Antoniuskirche bei den Luftangriffen auf Koblenz 1944 schwer beschädigt. Nach dem Krieg fand der Gottesdienst in Notkirchen statt. Da diese mit der Zeit zu klein wurden, überließ die Pfarrei St. Peter in Neuendorf die Maria-Hilf-Kapelle und das dazugehörige Grundstück der Pfarrei in Lützel. Obwohl die Antoniuskirche noch wiederaufbaufähig war, entschieden sich die Verantwortlichen unter Pfarrer Peter Plein für einen Neubau, da die alte Kirche für die Gemeinde schon vor dem Krieg nicht mehr ausgereicht hatte und eine Erweiterung nach keiner Seite möglich war.
Neben der Maria-Hilf-Kapelle entstand 1952/1953 eine Wallfahrtskirche. Die Pfarrei behielt zunächst den Namen St. Antonius, bis in Lützel eine neue Pfarrkirche errichtet wurde. Danach erhielt die neu gegründete Pfarrei der Wallfahrtskirche den Namen Maria Hilf. Die Ruinen der alten Antoniuskirche wurden am 5. Dezember 1953 gesprengt und danach beseitigt. Das westlich der Kirche gelegene Pfarrhaus wurde mit Verbreiterung der Europabrücke Anfang der 1970er-Jahre abgerissen, da diese in Höhe des Pfarrhauses einen zweispurigen Abbieger nach Metternich erhielt.

### Neubau 1968–1969
Nach dem Bau der Pfarr- und Wallfahrtskirche Maria Hilf war Pfarrer Peter Plein bestrebt, auch im unteren Teil von Lützel eine Pfarrkirche zu errichten. Im Jahr 1966 wurde eine weitere Pfarrei gegründet, die den Namen St. Antonius erhielt. Bis zum Bau der neuen Pfarrkirche St. Antonius in den Jahren 1968 bis 1969 im Brenderweg fand der Gottesdienst in einer kurzfristig errichteten Notkirche neben dem Bauplatz statt. Architekt der neuen Kirche war Hanns Schönecker aus St. Ingbert. Die Grundsteinlegung war am 5. Mai 1968, die Konsekration erfolgte am 15. Juni 1969. Die Statue des heiligen Antonius, die in der alten Antoniuskirche gestanden hatte, wurde in das neue Kirchengebäude überführt. Sie ist ein Werk des Bildhauers Wilhelm Tophinke.

## Pfarreiengemeinschaft
St. Antonius bildet seit dem 1. Februar 2011 zusammen mit Maria Hilf in Lützel, St. Peter in Neuendorf und St. Martin in Kesselheim eine Pfarreiengemeinschaft.